# FC Slovan Liberec (féminines)
Le FC Slovan Liberec est un club tchèque de football féminin basé à Liberec. 
L'équipe est connue sous le nom de FK Krásná Studánka avant que le club masculin du FC Slovan Liberec décide d'en faire sa section féminine en 2007.

## Histoire
L'origine du club remonte à 1986 quand une équipe de football féminin est créée à Mníšek, en 1990 l'équipe joue en troisième division, en 1992 elle est promue en deuxième division. En cours de saison 1995-1996, l'équipe déménage à Krásná Studánka dans la banlieue de Liberec. Elle évolue à partir de 1996 sous le nom de FK Krásná Studánka.
À la fin de la saison 2003-2004, le club est promu en première division, après trois saisons dans la plus haute division du pays, en juillet 2007, le club est repris par le FC Slovan Liberec. En 2008, le club termine 8e sur 12, mais à cause de la réorganisation du championnat le club est relégué en deuxième division. Le Slovan Liberec joue quelques saisons au sommet de la deuxième division, échouant souvent lors des barrages de montée. Il faut attendre 2014 et une victoire en barrages pour refaire son retour en première division.
En 2018-2019, le Slovan termine à la 3e place du championnat.